# 莱尔西纳
莱尔西纳，是西班牙卡斯蒂利亚-莱昂莱昂省的一个市镇。 总面积105平方公里，总人口668人，2001年普查人口總數為668人，人口密度為每平方公里26人。